# Carlos Pérez (guitarrista chileno)
Carlos Pérez (Santiago de Chile, 3 de octubre de 1976) es un guitarrista chileno.
Su interés por la guitarra comenzó a temprana edad, influenciado por su padre. Se graduó con honores en la Facultad de Artes de la Universidad de Chile, donde es profesor desde 2008.
Ha obtenido primerísimos premios en competiciones internacionales —Venezuela, 1996; Francia, 1997; Bélgica, 1998, Austria, 2000, y España, 2006—, y ha brindado recitales en más de treinta países, tocando con las orquestas de Inglaterra, Bélgica, Estados Unidos, Alemania, Lituania, España, Rusia, Portugal, Polonia y Chile. Su actividad internacional lo ha llevado a tocar en prestigiosas salas de conciertos, como la Filarmónica de Berlín, el Auditorio Nacional de España y el Royal Festival Hall de Londres, entre otras.
Afamados sellos editoriales, como Les Editions Henry Lemoine (Francia), Productions d'Oz (Canadá) y Grenzland-Verlag Theo Hüsgen (Alemania) han publicado varios de sus arreglos y composiciones.

## Discografía
- 2013: Johann Sebastian Bach: suites para violoncello transcritas para guitarra, BWV 1008, 1009, 1010
- 2012: Dos conciertos latinoamericanos: Antonio Lauro y Leo Brouwer
- 2010(?): Música nueva, obras de Máximo Pujol, Atanas Ourkouzounov, Joaquín Rodrigo, Jeffrey Van, Ernesto Cordero y David Pavlovits
- 2008: Música de Julio Sagreras
- 2007: Música de Ferdinando Carulli, con la soprano Nora Miranda como artista invitada
- 2007: Concierto de Aranjuez, primer premio en la 3.ª edición del certamen «Joaquín Rodrigo» (España, 2006)
- 2006: Guitarra clásica
- 2006: Música de Antonio Lauro
- 2005: Hechizos
- 2004: A flor de llanto
- 2000: Recital
- 2000: Printemps de la guitare 1998: Carlos Pérez, 1.er prix